# لبت عشتار
لبت عشتار هو خامس ملك لسلالة إيسن في العراق وهو من الأموريين ألذين سكنوا في جنوب العراق، بدأ حكمه في سنة 1870 ق م. حسب قائمة ملوك سومر حكم لمدة 10 سنوات وإنتهى حكمه في سنة 1860 ق م.وقد اكتشفت لهذا الملك عدة ترانيم تعظم الآلهة السومرية. وقد خلف الحكم من إشمي داغان وخلفه أور نينورتا.

## حياته
الملك لبت عشتار، وهو خامس ملوك سلالة إيسن والذي استمر حكمة في الفترة (1924 – 1934 ق.م) وأصدر قانون تضمنت نصوصه حقوق الإنسان في العراق القديم. وهو اموري الأصل إلا أنه كان متأثرا كثيرا بثقافة السومريين الحضر.
يعني اسمه «لمسة الآلهة عشتار» خامس ملوك هذه السلالة، اعتلى العرش بعد وفاة والده «اشمي-طانان» (1953-1935 ق.م)، والدته هي «لأماستم» التي شيدت معبد الآلهة عشتار في مدينة أيسن، وهو آخر ملك من عائلة «اشبي-ايرا» دام حكمه أحد عشر عاما (1934 / 1924 ق.م)، لقد جاء في أحد الأناشيد المكرسة لتمجيد تنصيب الملك «لبت عشتار»، من قبل مجمع الآلهة والمسؤول عن تقرير المصائر قد منح هذا الملك الورع الملوكية العظمى، ليكون الشخص الذي منحوه القوة وسوف يقيم العدالة في سومر وأكد وسيجعل البلاد مزدهرة.
لم تقتصر أعمال هذا الملك على النواحي التشريعية بل شملت الأعمال السياسية والعمرانية والدينية الزراعية إلى غير ذلك.